# Клиновицкий, Клим Тимофеевич
Клим Тимофеевич Клиновицкий (1924 — 27 июля 1944) — сержант Рабоче-крестьянской Красной Армии, участник Великой Отечественной войны, Герой Советского Союза (1945).

## Биография
Клим Клиновицкий родился в 1924 году в селе Мало-Убинка (ныне Глубоковский район Восточно-Казахстанская область Казахстана). Получил начальное образование, после чего работал в колхозе. В 1942 году Клиновицкий был призван на службу в Рабоче-крестьянскую Красную Армию. С того же года — на фронтах Великой Отечественной войны. К июлю 1944 года гвардии сержант Клим Клиновицкий командовал пулемётным расчётом 52-го гвардейского кавалерийского полка 14-й гвардейской кавалерийской дивизии 7-го гвардейского кавалерийского корпуса 1-го Белорусского фронта. Отличился во время освобождения Польши.
26 июля 1944 года в районе населённого пункта Вильколаз в 10 километрах к северо-востоку от города Красник Клиновицкий огнём своего пулемёта прикрыл выход из окружения кавалерийского эскадрона и отразил контратаку двух рот противника. 27 июля, когда погибли все бойцы его расчёта, он продолжал сражаться. Несмотря на полученное ранение, он отразил две немецкие контратаки, после чего начал отход, но попал в окружение. Тогда с двумя противотанковыми гранатами Клиновицкий бросился под вражеский танк, ценой своей жизни уничтожив его. Похоронен в Вильколазе.
Указом Президиума Верховного Совета СССР от 24 марта 1945 года сержант Клим Клиновицкий посмертно был удостоен высокого звания Героя Советского Союза. Также посмертно был награждён орденом Ленина.

## Память
В честь Клиновицкого установлен памятник и названа улица в его родном селе.